# سیارک ۱۱۷۹۳
سیارک ۱۱۷۹۳ (به انگلیسی: 11793 Chujkovia، نامگذاری:1978TH7) یازده هزار و هفتصد و نود و سومین سیارک کشف شده‌است که در ۲ اکتبر ۱۹۷۸ کشف شد.
قدر مطلق سیارک برابر ۳۵٫۴ است.